# Cawdor
Cawdor è un villaggio scozzese nell'area di luogotenenza di Nairn. Rispetto alla cittadella è situato a circa 8 km, e a 40 km da Inverness.

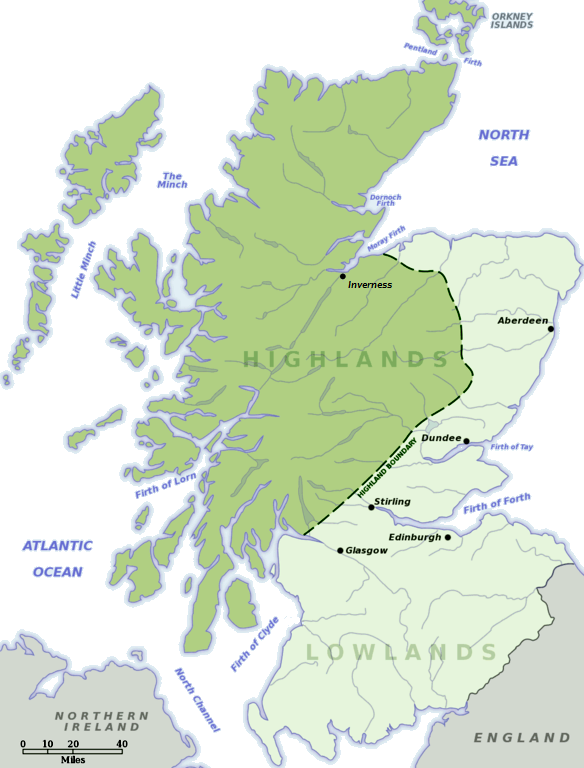
Cawdor si trova nelle vicinanze di Inverness, nella punta più a nord delle Lowlands scozzesi

## Storia
Nel luogo sorse uno dei campi romani durante la spedizione di Agricola nel 79 d.C..
Cawdor ospita il Cawdor Castle (Castello di Cawdor), la dimora del conte di Cawdor.
Macbeth, nell'omonima tragedia di Shakespeare, diventa il Thane di Cawdor, ma la versione di Shakespeare è di dubbio valore storico, perché gli insediamenti più antichi risalgono al secolo XIV e la figura di Macbeth è situata all'inizio del secolo XI.
Il nome Cawdor è la grafia inglese dell'originario nome gaelico Caddel, ma nel XIX secolo l'allora Lord di Caddel cambiò il nome per adattarlo alla storia di Shakespeare.

### Il forte romano
Nel 1984, un forte romano venne scoperto ad Easter Galcantray, a sud-est di Cawdor, grazie ad una fotografia aerea.
Gli scavi nel sito vennero eseguiti tra il 1984 ed il 1988, e molti utensili vennero identificati e classificati a supporto di questa ipotesi.
La costruzione del forte di Cawdor viene datata dal test del carbonio 14 ai tempi della campagna di Gneo Giulio Agricola in Scozia, ed è probabilmente uno degli accampamenti più a nord dei romani.